# Daping (sockenhuvudort i Kina, Hubei Sheng, lat 29,33, long 113,69)
Daping (kinesiska: 大坪乡) är en sockenhuvudort i Kina. Den ligger i provinsen Hubei, i den centrala delen av landet, omkring 150 kilometer söder om provinshuvudstaden Wuhan. Antalet invånare är 41 013. Befolkningen består av 20 022 kvinnor och 20 991 män. Barn under 15 år utgör 22,0 %, vuxna 15-64 år 68 %, och äldre över 65 år 8,0 %.
Runt Daping är det tätbefolkat, med 383 invånare per kvadratkilometer. Daping är det största samhället i trakten. Trakten runt Daping består till största delen av jordbruksmark.
Genomsnittlig årsnederbörd är 2 078 millimeter. Den regnigaste månaden är maj, med i genomsnitt 321 mm nederbörd, och den torraste är januari, med 54 mm nederbörd.